# Erik Eriksson (Gyllenstierna) den äldre
Erik Eriksson (Gyllenstierna) den äldre, född i Danmark (död 1477 eller 1478) var en dansk-svensk frälseman, son till danska riksrådet Erik Nielsen (Gyldenstierne), til Demstrup, Tim och Aagaard (död 1455), som en tid var hövitsman på slottet Tre Kronor i Stockholm, och Gørvel Andersdatter (Lunge) (död 1467).
Erik Eriksson nämns första gången när han följde med sin far 1437, som skulle förhandla med den då förvisade kung Erik av Pommern på Gotland, och skickades därifrån till Reval (Tallinn) för att ta över ett arv som Erik Nielsen ansåg hans döttrar hade rätt till. Han var närvarande i Ribe januari 1443 vid unionskungen Kristofer av Bayerns danska kröning och vid detta tillfälle fick riddarslaget och verkar samtidigt ha blivit hövitsman på Riberhus. I samband med att han blev gift 29 september 1446 vid Svartsjö med den blivande kung Karl Knutsson (Bondes) dotter Kristina Karlsdotter (Bonde) överflyttade han till Sverige. Han erhöll samtidigt Borgholms slott med Öland i förläning och eftersom Kristina hade ärvt tre fjärdedelar av bland annat sin morbror Erik Turessons (Bielkes) gods, det vill säga huvudgården Kråkerum och de många gårdar i Finveden som hade tillhört Abraham Brodersen (Tjurhuvud), blev hans svenska besittningar väldigt omfattande. När den andra arvtagaren Ture Turesson (Bielke) flydde till Danmark och sedan dömdes 1453 för sin svenska egendom, beviljades Gyllenstierna ett betydande fastighetskomplex i Småland. 
Han tog säte i Svea rikes råd 1450 och blev den nu kung Karl Knutssons rikshovmästare samt lagman i Tiohärads lagsaga 1456-75. Vid kongressen i Halmstad i maj 1450 ledde Erik Eriksson den svenska delegationen och på andra (danska) sidan satt hans äldre kusin, "gamle" Henrik Knudsen (Gyldenstierne), ett exempel på hur vissa frälse släkter, även om den inte tillhörde gränsadeln (t.ex. Tott, Trolle), kunde vara aktiva på den svenska som på den danska sidan. Freden varade dock inte länge, eftersom fientligheter bröt ut sommaren året efter mötet i Avaskär. 
Erik Eriksson var en av Karl Knutssons främsta medhjälpare och belägrades under danska kriget på Borgholms slott, kapitulerade, tillfångatogs och fördes till fängelse i Köpenhamn. Han förlorade sin plats i riksrådet och Ture Turesson (Bielke) grep Kråkerum och de mesta av fru Kristinas arv. 1457 övergick Erik Eriksson till Kristian I:s sida, men berövades sitt forna inflytande och trakasserades under ett flertal år av Ture Turesson i en stor arvsprocess.
Efter Karls Knutssons återinsättande som kung trädde Erik Eriksson åter i förgrunden inom det svenska riksrådet, erhöll under Sten Sture den äldre ett flertal diplomatiska uppdrag, bland annat de misslyckade förhandlingarna med Kristian I i Halmstad och Lübeck 1468-69, och fik Stäkeholm i förläning.Han var igen sändebud till avtalet om vapenvilå mellan riksrådet och kung Kristian I i september 1471 och till fredsavtalet med danskarna i Kalmar i juli 1472, augusti 1473 och igen augusti 1474. Enligt Karl Knutssons testamente erhöll 1470 Gyllenstierna och hans hustru herrgården Fågelvik. 
Erik Eriksson är den svenska släkten Gyllenstiernas stamfader. Han bytte stjärnans tinktur i släktvapnet från silver till guld. 
Barn med Kristina Karlsdotter (Bonde):
1. Nils Eriksson (Gyllenstierna) (-1495 ~ 48 år), riddare och riksråd, gift med Sigrid Eskilsdotter (Banér), (-1527), Gäddeholm, Trosa,
2. Erik Eriksson (Gyllenstierna) den yngre (-1502), riksråd, gift med Anna Karlsdotter (Vinstorp) (-1552), stamfader för de svenska friherreliga och greveliga Gyllenstierna
3. Kerstin Eriksdotter (Gyllenstierna) (–1509) till Bjurums gård, fru till riddare Hans Åkesson (Tott) (-1491 ~ 55 år)
4. Margareta Eriksdotter (Gyllenstierna)
5. Lisbeth Eriksdotter (Gyllenstierna)
6. Birgitta Eriksdotter (Gyllenstierna) (död späd)
7. Abraham Eriksson (Gyllenstierne), till Demstrup  (död före februari 1514 ~ 67 år ), gift med Else Poulsdatter (Laxmand), till Asserbo, blev dansk tjänsteman och 1497 hövitsman vid Kalmar slott
8. Knut Eriksson (Gyllenstierna)
9. Görvel Eriksdotter (Gyllenstierna) (-1495 ~ 48 år ), gift med norska riksrådet Knut Alfson (Tre Rosor), till Giske (-1502)
10. Karin Eriksdotter (Gyllenstierna)